# برمی‌گردم
برمیگردم یا "من برمی گردم" (به انگلیسی: I'll be back) دیالوگی از آرنولد شوارتزنگر است که برای اولین بار در فیلم نابودگر به کار برده شد و پس از آن در تمام فیلم های نابودگر به کاربرده شده است. این دیالوگ به سرعت محبوب شد به طوری که در اکثر فیلم‌های آرنولد به کار برده شد. همچنین با انتخاب بنیاد فیلم آمریکا این دیالوگ به عنوان سی و هفتمین دیالوگ ماندگار در ۱۰۰ سال…۱۰۰ نقل قول به انتخاب بفا برگزیده شد.

## مجموعه فیلم‌های نابودگر
- نابودگر: در این فیلم وقتی کاراکتر نابودگر به ایستگاه پلیس می‌آید و هنگامی که درخواستش برای ملاقات با سارا کانر رد می‌شود به اطراف خود نگاهی می اندازد و میگوید: "من برمی گردم".
- نابودگر ۲: روز داوری: در این فیلم وقتی سارا کانر و جان کانر در آسانسور با محاصره پلیس‌ها گرفتار می‌شوند نابودگر از آسانسور بیرون می آید و رو به جان و سارا می‌گوید: همینجا بمون(stay here)، "من برمیگردم".
- نابودگر ۳: خیزش ماشین‌ها: در این فیلم وقتی نابودگر به نجات جان کانر و کیت بروستر می‌آید از هلیکوپتر پیاده می‌شود و می‌گوید: "من برگشتم"(I'm back).
- نابودگر: رستگاری: برای اولین بار این دیالوگ توسط کسی به غیر از آرنولد شوارتزنگر (کریستین بیل) به کار برده می‌شود.کاراکتر کیت بروستر به جان کانر می‌گوید : "اگه افرادت فهمیدن که تو رفتی باید بهشون چی بگم؟ " جان کانر می‌گوید: "(بگو) برمیگردم"
- نابودگر: پیدایش:در این فیلم طی تعقیب و گریزی که بوجود می آید هنگامی که نابودگر تصمیم میگیرد که از هلیکوپتر کایل ریس و سارا کانر  خود رابه سمت هلی‌کوپتر جان کانر پرتاب کند و باعث سقوط هلیکوپتر جان شود میگوید:" من برمیگردم".
- نابودگر: سرنوشت تاریک:در این فیلم سارا کانر هنگامی که به رو-۹ شلیک میکند، رو-۹ بر اثر شلیک سارا از پل به زیر آن پرتاپ میشود و سارا نارنجکی را به طرف آن پرتاب میکند و قبل از اینکه به پایین پل برود به دنی راموس و گریس میگوید:"من برمیگردم".

## سایر فیلم‌های شوراتزنگر
- کماندو: آرنولد قبل از سوار شدن به هواپیما به کاراکتر منفی فیلم می‌گوید: من برمیگردم بَنِت.
- دوقلوها: آرنولد خطاب به دکتر می‌گوید: اگه دروغ گفته باشی من برمیگردم.
- جونیور: آرنولد در حال ورود به خانه همکارش می‌گوید "چه خوبه که برگشتم"
- پلیس مهدکودک : آرنولد وقتی آخر فیلم از بیمارستان مرخص می‌شود می‌گوید: من برگشتم.
- آخرین حرکت قهرمان: در این فیلم دو بار دیالوگ برمیگردم به هجو کشیده می‌شود.
- مرد فراری: آرنولد به شخصیت منفی فیلم می‌گوید: کیلیان..من برمیگردم.
- بی مصرف ها ۲: کاراکتر آرنولد وقتی گروه بی مصرف‌ها را از معدن نجات می‌دهد می‌گوید: من برگشتم.... همچنین وقتی به همراه بروس ویلیس در محاصره گیر می‌افتند آرنولد می‌گوید: مهمات من تمام شده. من برمیگردم. بروس ویلیس می‌گوید: تو به اندازه کافی برگشتی. حالا من بر می‌گردم.
- آخرین ایستگاه: در این فیلم آرنولد به یکی از افرادش می‌گوید: برو ببین ساختمون‌ها تخلیه شدند یا نه...من زود برمیگردم
- نقشه فرار: وقتی استالونه از آرنولد تقاضای فلزی گرد می‌کند آرنولد می‌گوید: زود برمیگردم.